# Macropelopia atrinervis
Macropelopia atrinervis är en tvåvingeart som först beskrevs av Jean-Jacques Kieffer 1918.  Macropelopia atrinervis ingår i släktet Macropelopia och familjen fjädermyggor.
Artens utbredningsområde är Kroatien. Inga underarter finns listade i Catalogue of Life.